# Thanh Xá
Thanh Xá là một xã thuộc huyện Thanh Hà, tỉnh Hải Dương, Việt Nam.
Xã có diện tích 4,84 km², dân số năm 1999 là 4.022 người, mật độ dân số đạt 831 người/km².